# Secretaría de Estado de Aeronáutica
La Secretaría de Aeronáutica, creada en 1958 con dependencia del Ministerio de Defensa Nacional, tuvo con incumbencia todos los asuntos relacionados con la Fuerza Aérea Argentina. Fue el despacho del arma aeronáutica bajo el ministerio de carácter civil aunque reportaba de forma directa al presidente de la República. La sustituyó en sus funciones el despacho del Comando en Jefe de la Fuerza Aérea a fines de 1966.

## Historia
Fue creada el 13 de junio de 1958 en cumplimiento del artículo 17.º de la Ley Orgánica de Ministerios (n.º 14 439), sancionada y promulgada durante el Gobierno de Arturo Frondizi. Sus competencias atendían todo lo relacionado con el aeroespacio a fines de navegación y defensa, de acuerdo al artículo 27.º de la mencionada ley.
El 23 de septiembre de 1966, el dictador Juan Carlos Onganía confeccionó una nueva Ley Orgánica de Ministerios (n.º 16 956), que transfirió las competencias de la Secretaría de Aeronáutica al Comando en Jefe de la Fuerza Aérea. De este modo, la Secretaría de Aeronáutica fue eliminada del Gabinete de Argentina.

## Titulares
Nómina del personal militar a cargo de la secretaría:
| N.º | Secretario                                    | Período                                       | Presidente                                  |
| --- | --------------------------------------------- | --------------------------------------------- | ------------------------------------------- |
| 1   | Roberto Huerta Brig.                          | 18 de junio-10 de septiembre de 1958          | Arturo Frondizi                             |
| 2   | Ramón Abrahín Brig.                           | 13 de septiembre de 1958-16 de agosto de 1961 | Arturo Frondizi                             |
| 3   | Jorge Rojas Silveyra Brig.                    | 16 de agosto de 1961-25 de septiembre de 1962 | Arturo Frondizi José María Guido (de facto) |
| 4   | Juan Carlos Pereira Brig. My.                 | 4 de octubre-17 de diciembre de 1962          | José María Guido (de facto)                 |
| 5   | Eduardo Mc Loughlin Brig.                     | 17 de diciembre de 1962-15 de octubre de 1963 | José María Guido (de facto)                 |
| 6   | Martín R. Cairó Cmdro.                        | 15 de octubre-31 de diciembre de 1963         | Arturo Umberto Illia                        |
| 7   | Leopoldo Suárez (interino)                    | 31 de diciembre de 1963-17 de febrero de 1964 | Arturo Umberto Illia                        |
| 8   | Mario Romanelli Brig.                         | 17 de febrero-28 de junio de 1966             | Arturo Umberto Illia                        |
| 9   | Adolfo Teodoro Álvarez (interino) Brig. Gral. | 30 de junio-1 de septiembre de 1966           | Juan Carlos Onganía (de facto)              |